# Cleptocaccobius viridicollis
Cleptocaccobius viridicollis là một loài bọ cánh cứng trong họ Bọ hung (Scarabaeidae).